# Saint-Christophe-de-Chaulieu
Pour les articles homonymes, voir Saint-Christophe.
Saint-Christophe-de-Chaulieu est une commune française, située dans le département de l'Orne en région Normandie, peuplée de 88 habitants.

## Géographie
La commune est aux confins du Bocage virois, du Mortainais et du Bocage flérien, à l'extrême nord-ouest du département de l'Orne. Son bourg est à 8 km à l'ouest de Tinchebray, à 10 km à l'est de Sourdeval et à 14 km au sud-est de Vire.
Saint-Christophe-de-Chaulieu est bordée au nord par la route départementale 911 (ancienne N 811) reliant Sourdeval à Tinchebray, et à l'est par la D 816 permettant de joindre Saint-Jean-des-Bois au sud-est et Le Fresne-Poret au sud. Le bourg, au nord-est du territoire, est relié à ces deux axes par des voies communales.
Cette petite commune a la particularité de regrouper deux sources de notables cours d'eau de la Basse-Normandie, l'Égrenne et le Noireau, qui plus est la Vire dans un hameau voisin à Chaulieu.
Ainsi, Saint-Christophe se situe à l'extrémité de trois bassins fluviaux, celui de l'Orne, celui de la Loire et celui de la Vire, le territoire étant cependant pour sa plus grande partie inclus dans le bassin de l'Égrenne, parcouru par ses tout premiers affluents gauches. C'est sur le bassin de l'un de ces affluents, au nord-est du territoire, au lieu-dit la Bérauderie, que se situe le point le plus septentrional du bassin de la Loire. On est également à cet endroit près de l'extrême ouest du bassin de l'Orne et de l'extrême sud du bassin de la Vire.
Le point culminant (367 m) se situe au nord-ouest, dans le bois de Saint-Christophe, près du lieu-dit la Jetée. Le point le plus bas (224 m) correspond à la sortie de l'Égrenne du territoire, au sud-est. La commune est bocagère.
Les lieux-dits sont, du nord-ouest à l'ouest, dans le sens horaire : la Jetée, les Tanneries, la Haute Frémondière, la Chesnaye, Lyonnière (au nord), la Martinière, la Bérauderie, la Saltière, la Cour, le Bourg, l'Aumône (à l'est), le Vauné, le Moulin du Bois, les Déserts, le Grand Bois, le Châtel, l'Évêché, le Petit Hamel (au sud), la Mabilière, la Basse Frémondière, la Vieille Vallée, les Roches Aigues, les Vallées (à l'ouest), le Champ du Chemin et la Val Gautier.
| Chaulieu (Manche) | Vire Normandie (comm. dél. de Truttemer-le-Petit, Calvados) | Vire Normandie (comm. dél. de Truttemer-le-Petit, Calvados), Le Ménil-Ciboult   |
| Chaulieu (Manche) | Saint-Christophe-de-Chaulieu                                | Le Ménil-Ciboult, Tinchebray-Bocage (comm. dél. de Saint-Jean-des-Bois)         |
| Chaulieu (Manche) | Sourdeval (Manche), Le Fresne-Poret (Manche)                | Tinchebray-Bocage (comm. dél. de Saint-Jean-des-Bois), Le Fresne-Poret (Manche) |

### Hydrographie
La commune est traversée par la ligne de partage des eaux entre les bassins hydrographiques Seine-Normandie et Loire-Bretagne. Elle est drainée par le Noireau et l'Egrenne.
Le Noireau, d'une longueur de 43 km, prend sa source dans la commune  et se jette  dans l'Orne à Ménil-Hubert-sur-Orne, après avoir traversé 15 communes. 
L'Égrenne, d'une longueur de 37 km, prend sa source dans la commune de Chaulieu et se jette  dans la Varenne à Saint-Mars-d'Égrenne, après avoir traversé dix communes. 

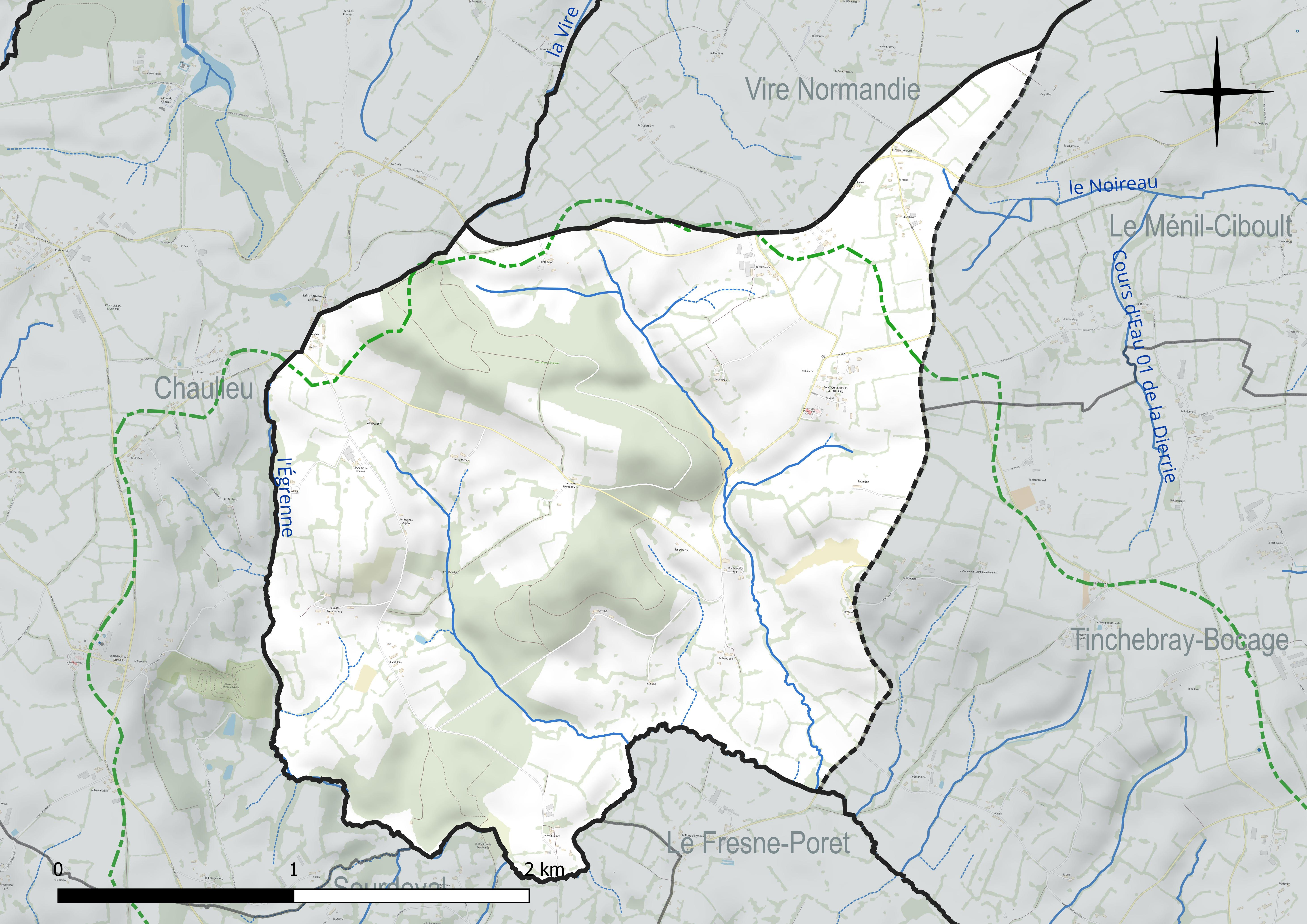
Réseau hydrographique de Saint-Christophe-de-Chaulieu.

### Climat
Pour des articles plus généraux, voir Climat de la Normandie et Climat de l'Orne.
En 2010, le climat de la commune est de type climat océanique altéré, selon une étude du CNRS s'appuyant sur une série de données couvrant la période 1971-2000. En 2020, Météo-France publie une typologie des climats de la France métropolitaine dans laquelle la commune est exposée à un climat océanique et est dans la région climatique Normandie (Cotentin, Orne), caractérisée par une pluviométrie relativement élevée (850 mm/a) et un été frais (15,5 °C) et venté. Parallèlement le GIEC normand, un groupe régional d’experts sur le climat, différencie quant à lui, dans une étude de 2020, trois grands types de climats pour la région Normandie, nuancés à une échelle plus fine par les facteurs géographiques locaux. La commune est, selon ce zonage, exposée à un « climat contrasté des collines », correspondant au Bocage normand, bien arrosé, voire très arrosé sur les reliefs les plus exposés au flux d’ouest, et frais en raison de l’altitude.
Pour la période 1971-2000, la température annuelle moyenne est de 10 °C, avec une amplitude thermique annuelle de 13,6 °C. Le cumul annuel moyen de précipitations est de 1 156 mm, avec 14,7 jours de précipitations en janvier et 9,4 jours en juillet. Pour la période 1991-2020, la température moyenne annuelle observée sur la station météorologique la plus proche, située sur la commune de Vire Normandie à 11 km à vol d'oiseau, est de 11,3 °C et le cumul annuel moyen de précipitations est de 931,4 mm,. Pour l'avenir, les paramètres climatiques de la commune estimés pour 2050 selon différents scénarios d’émission de gaz à effet de serre sont consultables sur un site dédié publié par Météo-France en novembre 2022.

## Urbanisme

### Typologie
Au 1er janvier 2024, Saint-Christophe-de-Chaulieu est catégorisée commune rurale à habitat très dispersé, selon la nouvelle grille communale de densité à sept niveaux définie par l'Insee en 2022.
Elle est située hors unité urbaine. Par ailleurs la commune fait partie de l'aire d'attraction de Vire Normandie, dont elle est une commune de la couronne,. Cette aire, qui regroupe 20 communes, est catégorisée dans les aires de moins de 50 000 habitants,.

### Occupation des sols
L'occupation des sols de la commune, telle qu'elle ressort de la base de données européenne d’occupation biophysique des sols Corine Land Cover (CLC), est marquée par l'importance des territoires agricoles (78 % en 2018), une proportion sensiblement équivalente à celle de 1990 (78,7 %). La répartition détaillée en 2018 est la suivante : 
prairies (60,8 %), forêts (17,5 %), zones agricoles hétérogènes (14,7 %), milieux à végétation arbustive et/ou herbacée (4,5 %), terres arables (2,5 %). L'évolution de l’occupation des sols de la commune et de ses infrastructures peut être observée sur les différentes représentations cartographiques du territoire : la carte de Cassini (XVIIIe siècle), la carte d'état-major (1820-1866) et les cartes ou photos aériennes de l'IGN pour la période actuelle (1950 à aujourd'hui).

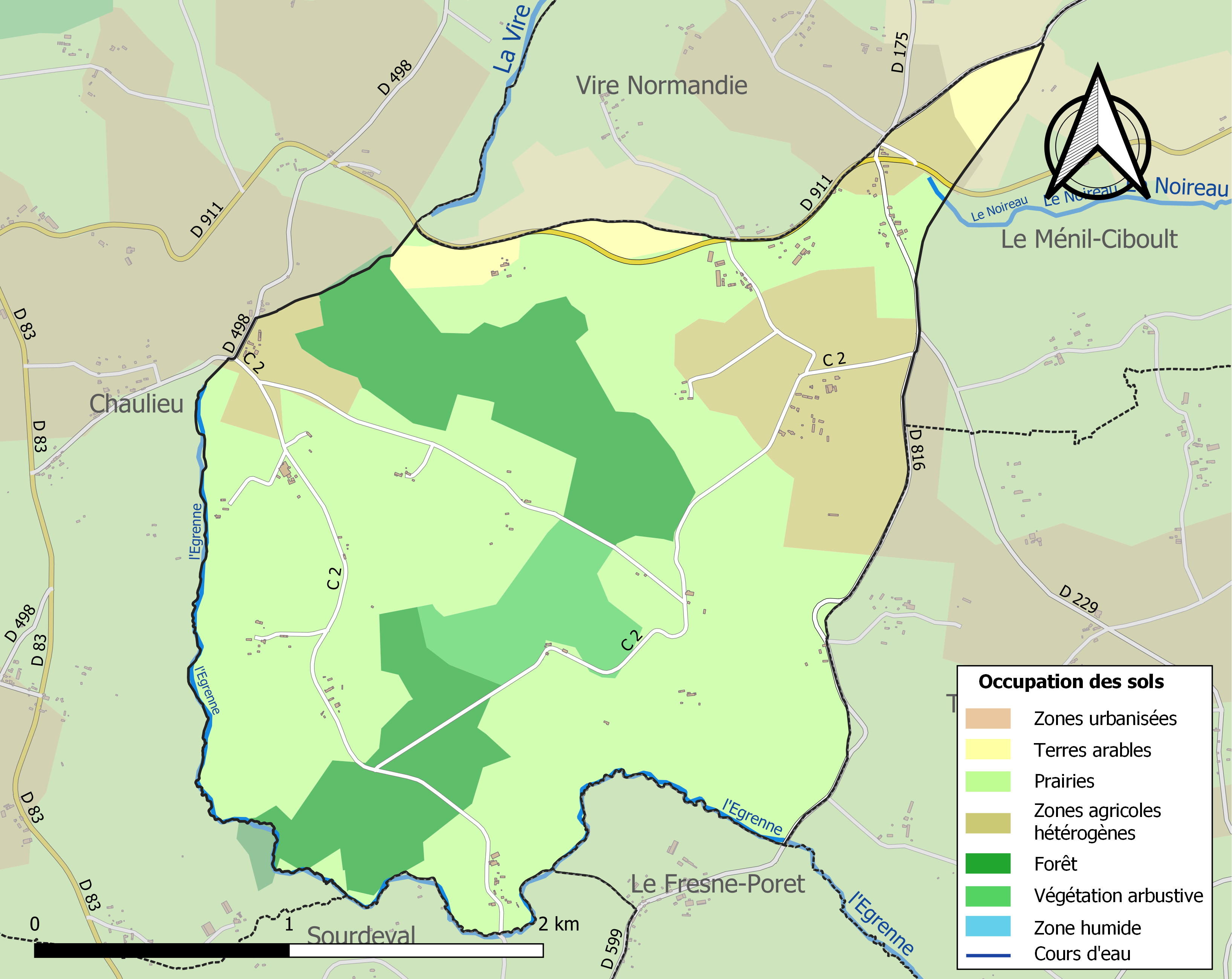
Carte des infrastructures et de l'occupation des sols de la commune en 2018 (CLC).

## Toponymie
Le nom de la localité est attesté sous la forme aput Sanctum Christof orum en 1204.
La paroisse est dédiée à Christophe de Lycie, géant légendaire qui aurait aidé l'enfant Jésus à traverser une rivière, devenu le saint patron des voyageurs.
Le toponyme Chaulieu, initialement partagé avec ses voisines Saint-Sauveur-de-Chaulieu et Saint-Martin-de-Chaulieu, fusionnées sous le nom de Chaulieu en 1972, désigne un lieu chaud (évoquant une terre dont la topographie ou l'orientation l'expose au soleil) ou chauve (c'est-à-dire « hauteur dénudée »).

## Politique et administration

### Tendances politiques et résultats
Candidats ou listes ayant obtenu plus 5 % des suffrages exprimés lors des dernières élections politiquement significatives :
- Européennes 2014[21] (42,31 % de votants) : FN (Marine Le Pen) 30 %, UMP (Jérôme Lavrilleux) 26,67 %, LO (Éric Pecqueur) 10 %, PS-PRG (Gilles Pargneaux) 10 %, UDI - MoDem (Dominique Riquet) 6,67 %, DVD (Cyril Brun) 6,67 %.
- Législatives 2012[22] :
  - 1er tour (56,62 % de votants) : Jérôme Nury (UMP) 48,65 %, Yves Goasdoué (DVG) 40,54 %, Francine Lavanry (FN) 8,11 %.
  - 2e tour (59,42 % de votants) : Jérôme Nury (UMP) 56,10 %, Yves Goasdoué (DVG) 43,90 %.
- Présidentielle 2012[23] :
  - 1er tour (77,14 % de votants) : François Hollande (PS) 35,19 %, Nicolas Sarkozy (UMP) 20,37 %, François Bayrou (MoDem) 16,67 %, Marine Le Pen (FN) 12,96 %, Jean-Luc Mélenchon (FG) 7,41 %, Nicolas Dupont-Aignan (DLR) 5,56 %.
  - 2e tour (78,57 % de votants) : François Hollande (PS) 57,69 %, Nicolas Sarkozy (UMP) 42,31 %.

### Administration municipale
| Période                                  | Période   | Identité         | Étiquette | Qualité              |
| ---------------------------------------- | --------- | ---------------- | --------- | -------------------- |
| ?                                        | mars 2001 | Marcel Jouguet   |           | Agriculteur retraité |
| mars 2001                                | mars 2008 | Gilbert Lair     | SE        |                      |
| mars 2008                                | En cours  | Jean-Yves Prieur | SE        | Ouvrier              |
| Les données manquantes sont à compléter. |           |                  |           |                      |

Le conseil municipal est composé de sept membres.

## Démographie
L'évolution du nombre d'habitants est connue à travers les recensements de la population effectués dans la commune depuis 1793. Pour les communes de moins de 10 000 habitants, une enquête de recensement portant sur toute la population est réalisée tous les cinq ans, les populations de référence des années intermédiaires étant quant à elles estimées par interpolation ou extrapolation. Pour la commune, le premier recensement exhaustif entrant dans le cadre du nouveau dispositif a été réalisé en 2007.
En 2022, la commune comptait 88 habitants, en évolution de −7,37 % par rapport à 2016 (Orne : −3,21 %, France hors Mayotte : +2,11 %).
Saint-Christophe-de-Chaulieu a compté jusqu'à 462 habitants en 1806.
| 1793 | 1800 | 1806 | 1821 | 1831 | 1836 | 1841 | 1846 | 1851 |
| ---- | ---- | ---- | ---- | ---- | ---- | ---- | ---- | ---- |
| 390  | 376  | 462  | 399  | 400  | 448  | 414  | 356  | 364  |

| 1856 | 1861 | 1866 | 1872 | 1876 | 1881 | 1886 | 1891 | 1896 |
| ---- | ---- | ---- | ---- | ---- | ---- | ---- | ---- | ---- |
| 369  | 368  | 337  | 354  | 307  | 317  | 307  | 265  | 262  |

| 1901 | 1906 | 1911 | 1921 | 1926 | 1931 | 1936 | 1946 | 1954 |
| ---- | ---- | ---- | ---- | ---- | ---- | ---- | ---- | ---- |
| 266  | 236  | 209  | 189  | 201  | 204  | 213  | 194  | 173  |

| 1962 | 1968 | 1975 | 1982 | 1990 | 1999 | 2006 | 2007 | 2012 |
| ---- | ---- | ---- | ---- | ---- | ---- | ---- | ---- | ---- |
| 168  | 152  | 144  | 123  | 98   | 96   | 114  | 116  | 93   |

| 2017 | 2022 | - | - | - | - | - | - | - |
| ---- | ---- | - | - | - | - | - | - | - |
| 97   | 88   | - | - | - | - | - | - | - |

## Lieux et monuments

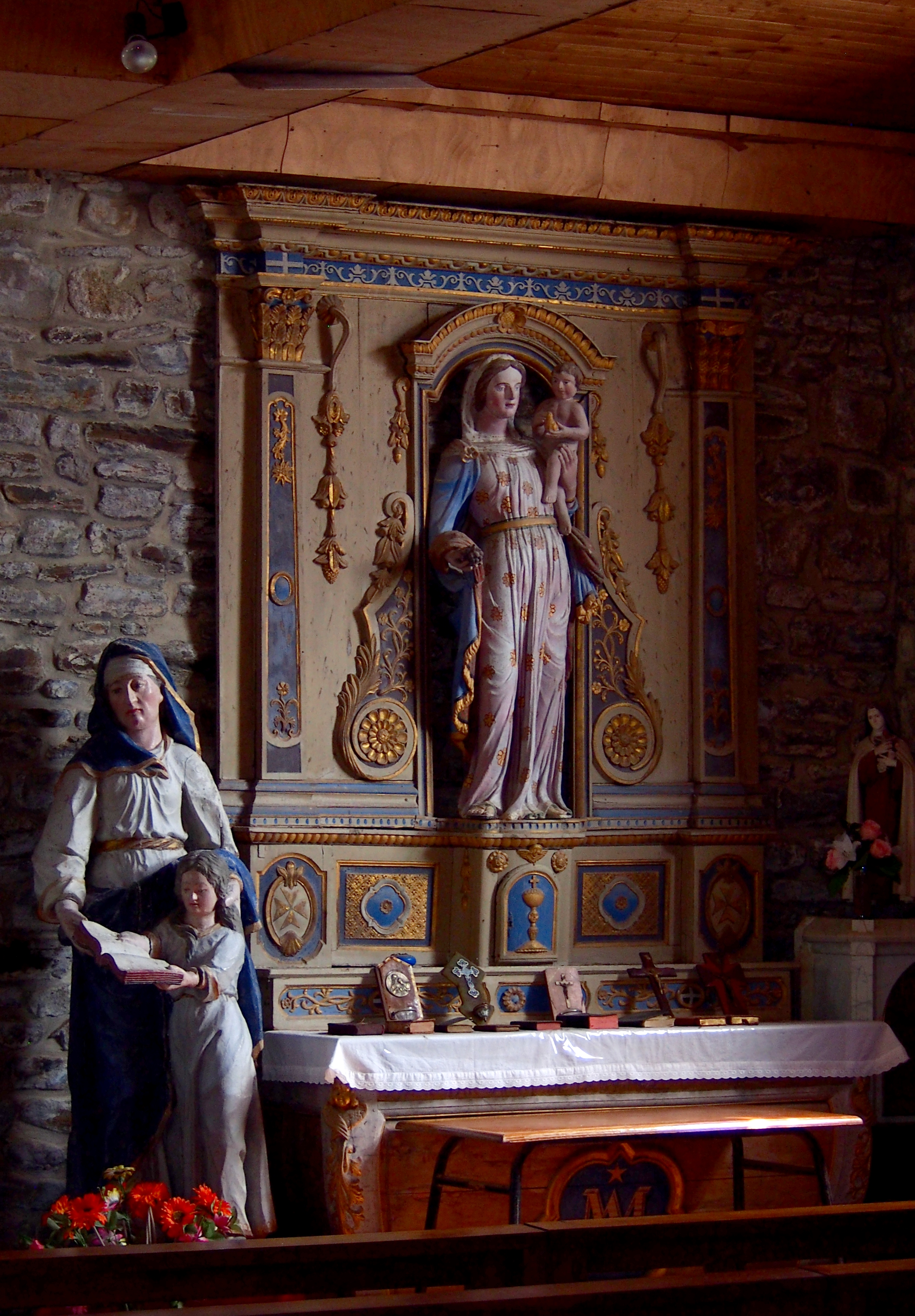
L'autel latéral sud et la statue de l'Éducation de la Vierge.

- L'église Saint-Christophe (remaniée au XVIIe) abrite deux statues du XVIIIe (saint Christophe et Éducation de la Vierge) classées à titre d'objets aux Monuments historiques[31].

## Activité et manifestations
- Fête Saint-Christophe, l'avant-dernier dimanche du mois d'août, avec une messe et la bénédiction des chauffeurs et de leurs véhicules.